# 西丘
西丘（日语：／ Nishigaoka */?）是東京都北區的町名。現行行政地名為西丘一丁目至西丘三丁目。已實施住居表示。

## 地理
位於東京都北區西緣。町域北與東鄰赤羽西，南連上十條，西通板橋區清水町與蓮沼町。東南臨十條仲原，西南接板橋區稻荷台。西丘一丁目是戰前海軍住宅所在地，街區成棋盤狀，並種植櫻花樹。西丘二丁目曾是美軍管理的TOD地區。西丘三丁目除了最西端的舊稻付出井頭町一部分（國際興業巴士赤羽營業所附近）以外，為舊米軍駐留地（TOD第1地區），後改建成國立西丘足球場等公共設施與集合住宅。

### 河川（用水路）
- 稻付川（日语：稲付川） - 又稱根付用水、稻付用水、中用水、北耕地川，是町域南邊向東流入隅田川的用水路。現已暗渠化。

### 地價
依據依2014年（平成26年）1月1日公布的公告地價，西丘1-20-2地點的住宅區地價為38萬1000日圓/m2。

## 歷史
原為北區稻付西町三～五丁目、稻付梅木町、稻付出井頭町全部，及稻付西町一、二、六丁目、稻付西山町、稻付島下町各一部分。
鎌倉時代起，此地為豐島氏領地，後太田道灌在現在的赤羽西建造稻付城。江戶時代，本地成為以稻付城命名的稻付村一部分。明治時代初期實行廢藩置縣，稻付村編入埼玉縣。1874年（明治7年）3月8日實施大區小區制，編入第九大區第六小區。1878年（明治11年）11月2日實行郡區町村編制法，稻付村編入東京府北豐島郡，為第四大區第十七小區。1879年（明治12年）3月14日，依據東京府數町村連合會規則，成立稻付村外二村連合村（稻付村、上十條村、下十條村3村聯合）。1889年（明治22年）4月1日町村制施行，與神谷村、下村、岩淵本宿町、袋村、赤羽村合併，為岩淵町一部分。
王子区成立後，岩淵町稻付重編為王子區稻付町一〜五丁目、稻付庚塚町、稻付西町一〜六丁目、稻付梅木町、稻付西山町、稻付出井頭町、稻付島下町。1905年（明治38年），現在的北區立梅木小學校附近建造6800多坪的火工廠稻付射場。1906年（明治39年），在稻付至志村一帶建造83,000坪的東京陸軍兵器補給廠。另還打造海軍住宅。第二次世界大戰後，美軍接收火工廠稻付射場與東京陸軍兵器補給廠，為TOD第1地區，1958年（昭和33年）歸還。1969年（昭和44年）5月，國有財產審議會決議將38,000平方公尺的土地改建為國立競技場用地（西丘足球場）。1965年（昭和40年）11月1日實施住居表示，成立西丘一丁目與二丁目。西丘三丁目在1971年（昭和46年）7月1日實施住居表示時成立。

### 地名由來
町名制定時，因稻付西町居民希望保留「西」字而命名。

### 沿革
- 1878年（明治11年）11月2日：依據郡區町村編制法，稻付村編入東京府北豐島郡。
- 1879年（明治12年）3月14日：依據東京府數町村連合會規則，稻付村與上十條村、下十條村組成稻付村外二村連合村。
- 1889年（明治22年）4月1日：町村制施行，稻付村與岩淵本宿町、神谷村、下村、袋村、赤羽村合併，屬岩淵町。
- 1932年（昭和7年）10月1日：與王子町編入東京市，岩淵町稻付重編為王子區稻付町一〜五丁目、稻付庚塚町、稻付西町一〜六丁目、稻付梅木町、稻付西山町、稻付出井頭町、稻付島下町。其中稻付西町一〜六丁目、稻付梅木町、稻付出井頭町、稻付西山町、稻付島下町相當於現行的西丘一〜三丁目。
- 1943年（昭和18年）7月1日：東京施行都制，上述各町成為東京都王子區町名。
- 1947年（昭和22年）3月15日：王子區與瀧野川區（日语：滝野川区）合併成立北區。上述各町成為東京都北區町名。
- 1965年（昭和40年）11月1日：稻付西町三～五丁目全域，稻付西町一、二、六丁目各一部分，稻付梅木町全域，稻付西山町一部分實施住居表示，成立西丘一丁目、西丘二丁目。
- 1971年（昭和46年）7月1日：稻付出井頭町全域，稻付西山町、稻付島下町各一部分實施住居表示，成立西丘三丁目。

## 交通

### 鐵道
町內沒有鐵路車站，步行可至東京都交通局本蓮沼站、JR東日本赤羽站與十條站。

### 巴士
- 國際興業巴士（日语：国際興業バス）
- 東京都交通局

國際興業巴士在此地設有赤羽車庫。

### 道路
- 東京都道318號環狀七號線（環七通）
- 東京都道455號本鄉赤羽線（日语：東京都道455号本郷赤羽線）

## 施設

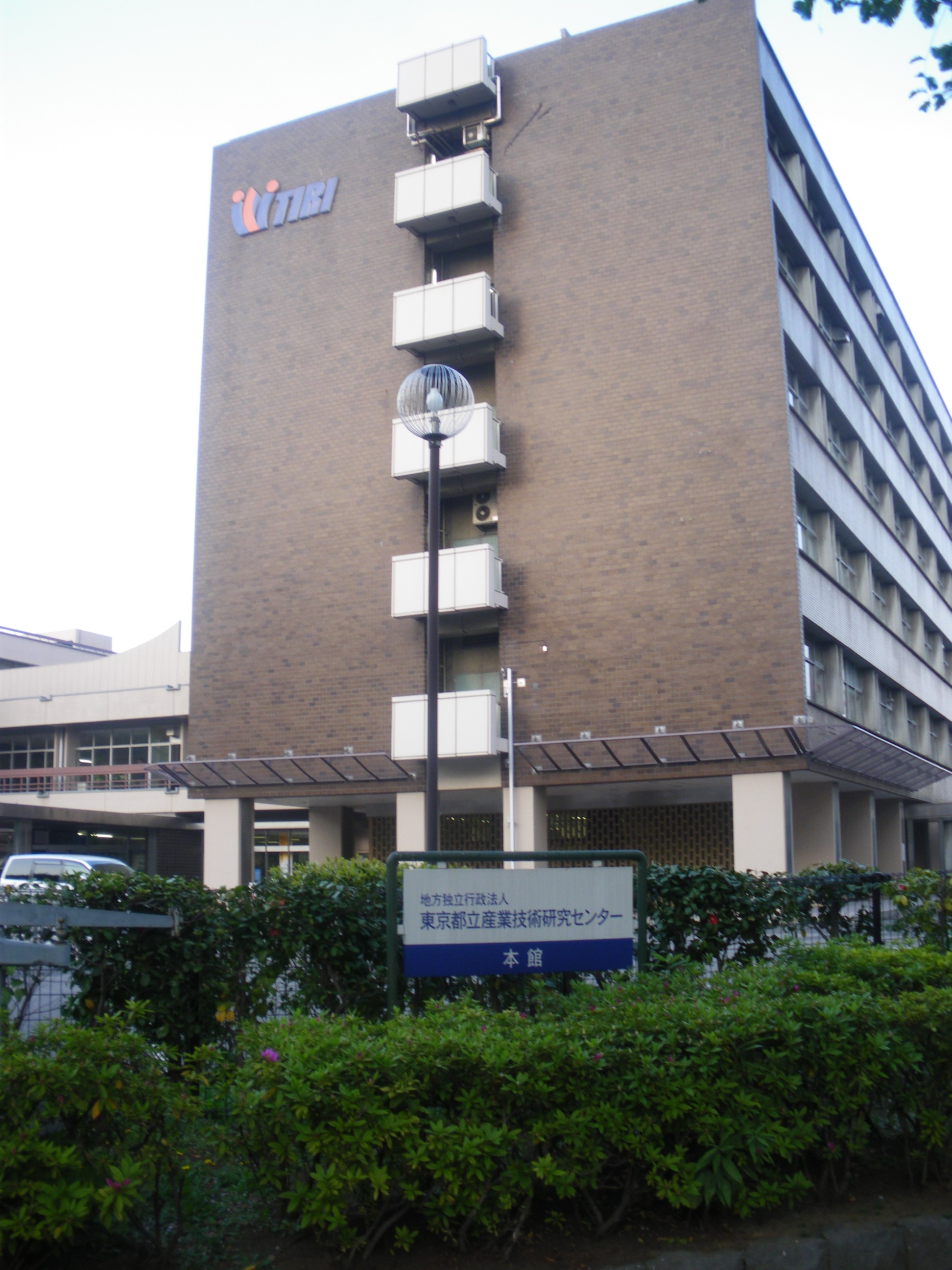
東京都立產業技術研究中心

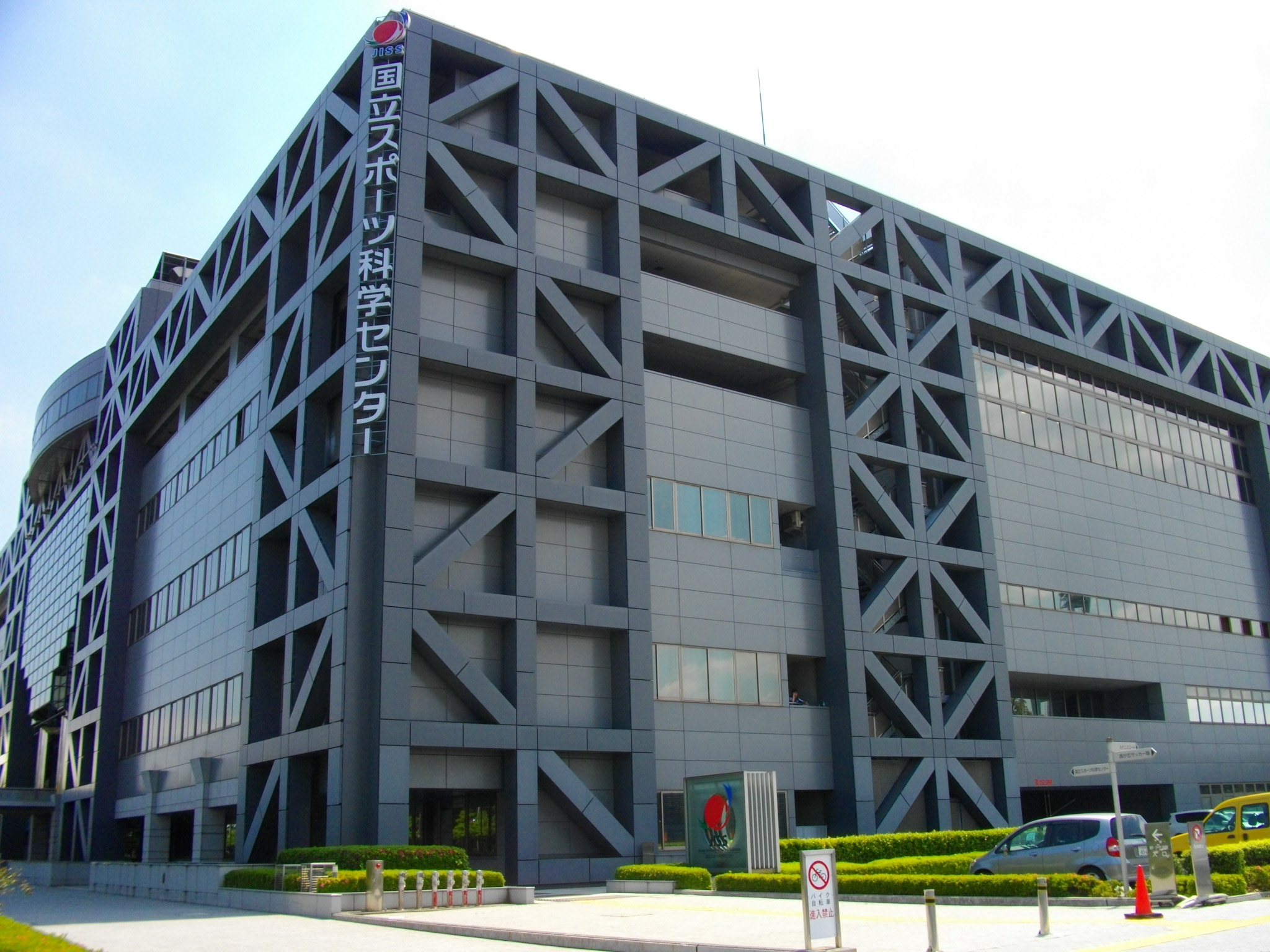
國立運動科學中心

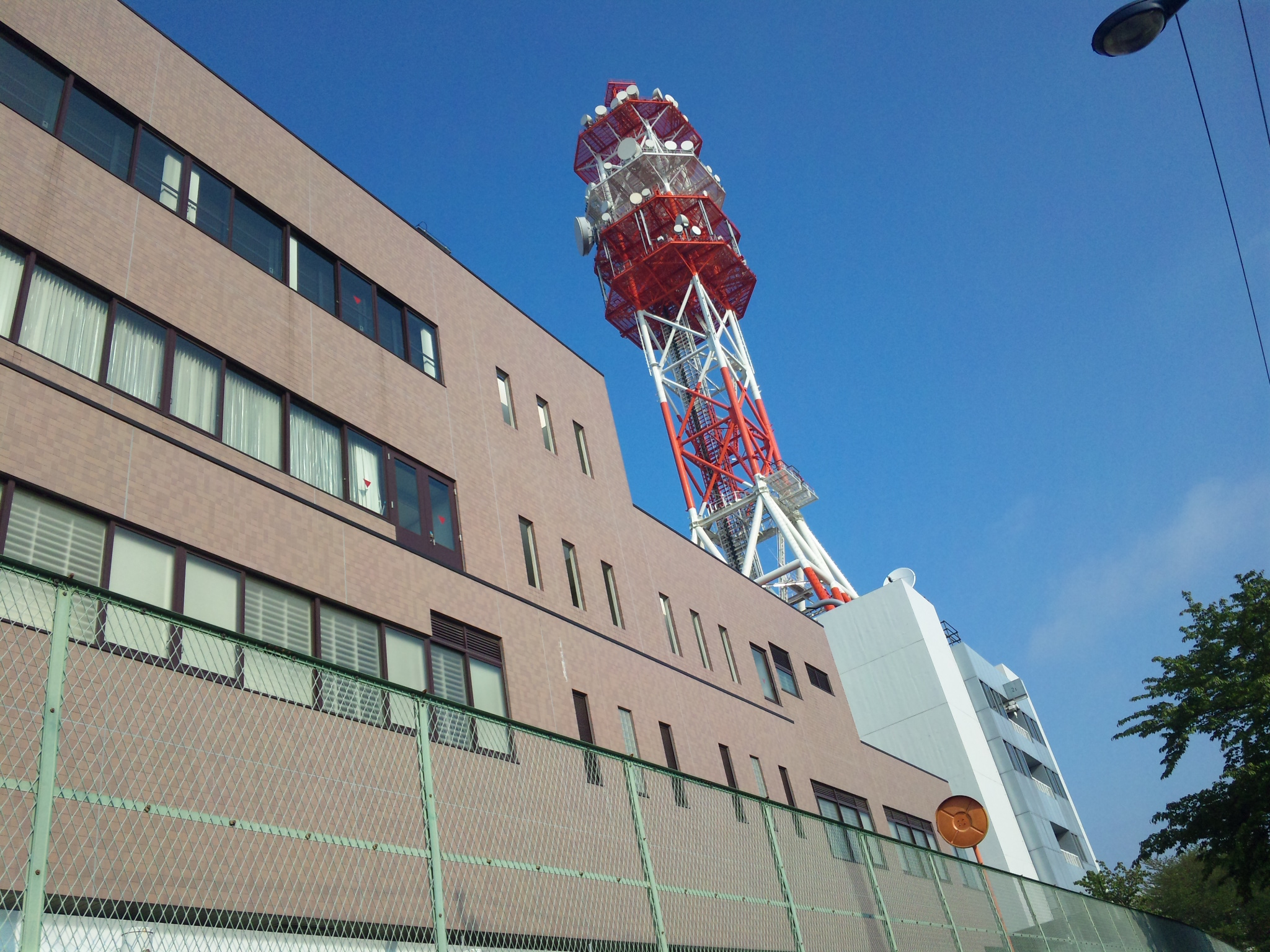
NTT Docomo十條大廈

- 東京都立產業技術研究中心（日语：東京都立産業技術研究センター）
- 國立運動科學中心（日语：国立スポーツ科学センター）
  - 國立運動科學中心五人制足球場
  - 國立運動科學中心室外網球場
- 國家訓練中心（日语：ナショナルトレーニングセンター）
- 國立西丘足球場（日语：国立西が丘サッカー場）
- 警視廳第十方面本部
- 警視廳第十方面交通機動隊
- 東京都立赤羽商業高等學校（日语：東京都立赤羽商業高等学校）
- 北區立第三岩淵小學校
- 北區立梅木小學校
- 北區立梅之木（うめのき）幼稚園
- 關東財務局西丘宿舍（國家公務員合同宿舍）
- 東京都立中央、城北職業能力開發中心赤羽校
- 都營稻付第2公寓
- 西丘住宅
- 西丘第2住宅
- 都營西丘三丁目公寓
- 區營西丘一丁目公寓
- NTT（日语：東日本電信電話）十條大廈、NTT Docomo十條大廈
- 大松寺 - 曹洞宗寺院。山號萬祥山。芝青松寺（日语：青松寺）的末寺，江戶時代建於日本橋小傳馬町，後移至淺草。關東大地震後遷至現址。

## 備註
1. ↑  人口統計表（平成26年08月1日現在） 的存檔，存档日期2014-08-19.
2. 1 2 3 4 5 6 7 8 9 10 11  『角川日本地名大辞典 13　東京都』，角川書店，1978年。
3. ↑  『古地図ライブラリー別冊 古地図・現代図で歩く昭和30年代歴史散歩』人文社，2004年8月，pp94-95。
4. 1 2  川崎房五郎監修，北區教育會教育研究所，同小、中學校社會科研究部『教師のための郷土資料集（昭和33年度）』東京都北區，1958年，pp223-231。
5. 1 2  『写真と地図で読む 知られざる軍都　東京』洋泉社，2006年4月，pp44-53。
6. 1 2 3  北區史編纂調査会『北區史　通史編　近現代』東京都北區，1996年3月，pp550-565。